# 2018 RZ5
2018 RZ5 — астероид, сближающийся с Землёй. Относится к группе аполлонов.
Сближение с Землёй произошло 12 сентября 2018 года в 20:08 UTC, расстояние — 49 тыс км (0,13 расстояния до Луны), относительная скорость 20,229 км/c (72824 км/ч).
Астероид был открыт 13 сентября 2018 года, то есть на следующий день после сближения.

## Сближения
| дата             | а. е.    | расстояний до Луны | небесное тело |
| ---------------- | -------- | ------------------ | ------------- |
| 12.09.2018 15:39 | 0,001337 | 0,521              | Луна          |
| 12.09.2018 20:08 | 0,000331 | 0,129              | Земля         |